# Zamieszki rasowe w Notting Hill (1958)
Zamieszki rasowe w Notting Hill (1958) (ang. Notting Hill race riots) – rozruchy, które miały miejsce w dzielnicach zachodniego Londynu (Notting Hill, Ladbroke Grove, Notting Dale) latem 1958 roku. Podczas zamieszek biali mężczyźni atakowali czarnych mieszkańców i próbowali wypędzić ich z ulic miasta. Atakujący byli uzbrojeni w żelazne pręty, część rzucała pustymi butelkami po mleku. Wielu czarnych mieszkańców próbowało organizować obronę, jednak zdecydowaną przewagę liczebną posiadali biali. Podczas zamieszek nikt nie zginął. Aresztowano 99 osób. Stały się one istotnym punktem zwrotnym w relacjach między rasami w Londynie.

## Kontekst
W latach 50. dzielnica Londynu Notting Hill stała się miejscem zamieszkania dla wielu imigrantów z Karaibów. Większość z nich wynajmowała mieszkania w prywatnych budynkach w złym stanie, które zostały opuszczone przez białych Londyńczyków. Mieszkania były zatłoczone (kilka osób na izbę), nie posiadały własnych toalet, w niektórych brakowało nawet wody bieżącej, kuchnie bywały wspólne na cały korytarz. Imigranci nie kwalifikowali się do mieszkań socjalnych a prywatni właściciele w innych rejonach miasta nie chcieli wynajmować im kwater. Koncentracja imigrantów, którzy mieszkali w zaniedbanych, zatłoczonych mieszkaniach prowadziła do napięć społecznych pomiędzy nimi a białymi mieszkańcami okolicy. Źródłem napięć były też sytuacje, gdy imigranci kupowali domy i wynajmowali je białym. Biali mieszkańcy niechętnie dzielili przestrzeń z imigrantami. 
Istotną rolę w budzeniu nastrojów wrogich wobec imigrantów odgrywały organizacje faszystowskie, które nawoływały do przemocy wobec imigrantów i dokonywały pobić czy aktów wandalizmu . W lecie 1958 wybito szyby w jednym z domów, gdzie mieszkali czarni imigranci. Pobito także czarnego mężczyznę . 

## Przebieg
Zamieszki rozpoczęły się w sobotę 30 sierpnia 1958. Około 300-400 białych mężczyzn  zebrało się na ulicach i zaczęły wznosić rasistowskie okrzyki, policja aresztowała kilka osób za obraźliwe zachowanie. Kolejnego dnia doszło do poważniejszych incydentów, pobić czarnych mieszkańców okolicy, większość aresztowań dotyczyła napadów i naruszenia nietykalności cielesnej. W poniedziałek nasilenie przemocy było większe, w kolejnych dniach zamieszki wygasały. W sumie aresztowano 99 osób, 98 mężczyzn i jedną kobietę.  
Zdaniem niektórych historyków bezpośrednim pretekstem do zamieszek był incydent z udziałem Szwedki Majbritt Morrison. Morrison była w związku z czarnym mężczyzną i tłum białych wykrzykiwał w jej kierunku obraźliwe okrzyki. Incydent z Morrison był jednak jednym z wielu przypadków ataków na pary międzyrasowe. Związek białej kobiety z czarnym mężczyzną łamał ówczesne rasistowskie normy społeczne.

## Kontekst polityczny
Wydarzenia stały się ważnym tematem dyskusji politycznej. Były lider brytyjskich faszystów Oswald Mosley próbował wykorzystać wydarzenia w nieudanej próbie powrotu na scenę polityczną. Podczas swoich przemówień oskarżał imigrantów o to, że zabierają domy rodowitym Brytyjczykom. Współpracownicy Mosleya brali udział w zamieszkach.
Wydarzenia sprawiły też, że powstało wiele organizacji czarnych Brytyjczyków, takich jak Afro Asian Club, Racial Brotherhood Movement. Pod koniec 1958 powołano Committee for Inter-Racial Unity in West London, w skład którego wchodzili lokalni politycy Partii Pracy, przedstawiciele związków zawodowych i społeczności lokalnych organizacji czarnych mieszkańców. 
W odpowiedzi na przemoc Claudia Jones, imigrantka, dziennikarka z Trynidadu, rozpoczęła organizację wydarzenia, którego celem było zebranie pieniędzy na pomoc prawną osobom, którym były stawiane zarzuty w związku z zamieszkami. Wydarzenie to stało się prekursorem Karnawału Notting Hill.